# Ермаков, Евгений Львович
Евгений Львович Ермаков (1953 — 1982) — капитан внутренней службы МВД СССР, участник войны в Афганистане, погиб при исполнении служебных обязанностей, кавалер ордена Красного Знамени (посмертно).

## Биография
Евгений Львович Ермаков родился 5 марта 1953 года в городе Правдинске Калининградской области. Детство и юность провёл в городе Костроме, окончил там среднюю школу № 7. В 1971—1973 годах проходил срочную службу в Краснознамённом Кремлёвском полку специального назначения. Демобилизовавшись, поступил в Рязанскую высшую школу Министерства внутренних дел СССР. Окончив её, служил в Управлении внутренних дел Костромского облисполкома. Последняя занимаемая должность — старший инспектор режимной части исправительно-трудовой колонии № 1 Управления исправительно-трудовых учреждений УВД Костромского облисполкома.
В марте 1982 года Ермаков был зачислен в состав отряда специального назначения Министерства внутренних дел СССР «Кобальт», предназначенного для отправки в Демократическую Республику Афганистан. Принимал участие в целом ряде специальных операций. 11 августа 1982 года в районе города Кандагара подразделение Ермакова попало в окружение превосходящих сил моджахедов. Приняв командование на себя вместо погибшего офицера, Ермаков сумел организовать прорыв из вражеского кольца, а затем остался прикрывать отход солдат. В том бою он погиб, так и не дождавшись подхода подмоги.
Похоронен в городе Костроме.
Указом Президиума Верховного Совета СССР от 27 января 1983 года капитан внутренней службы Евгений Львович Ермаков посмертно был удостоен ордена Красного Знамени. В 2013 году Ермаков также посмертно был удостоен звания «Почётный гражданин города Костромы».

## Память
- В честь Ермакова названа улица в городе Костроме[3].
- Мемориальные доски в память о Ермакове установлены на здании исправительной колонии, где он служил, и на здании средней школы № 7 города Костромы, где он учился[4].